# Lucca Sicula
Lucca Sicula er en italiensk by (og kommune) i regionen Sicilien i Italien, med omkring 1.719(2023) indbyggere. 